# 米夏埃尔·魏纳
米夏埃尔·魏纳（德語：Michael Weiner，1969年3月21日—），生于德国下萨克森州的奥滕斯泰因，德国足球裁判。

## 裁判生涯
魏纳1993年起成为德国足球总会的裁判，1995年进入德乙联赛执法，1998年升入德甲联赛。1998年11月6日杜伊斯堡和纽伦堡的比赛是他执法的首场德甲比赛。2002年，他成为FIFA国际足球裁判。2012年底，魏纳从国际赛场退役，不再担任国际足球裁判。
2014年3月29日，德甲联赛斯图加特与多特蒙德的比赛中，魏纳在第73分钟时崴了左脚，他吹停了比赛，一瘸一拐地走向场边，第四官员诺伯特·格鲁津斯基替他上场吹完了比赛，魏纳则到场边担任第四官员。